# 小島俊明
小島 俊明（こじま としはる、1934年4月27日 - ）は、日本のフランス文学者、詩人、翻訳家。
日本文芸家協会会員。

## 略歴
岐阜県各務原市生まれ。早稲田大学第一文学部フランス文学専修卒、同大学院文学修士。東京家政学院大学教授、2005年定年、名誉教授。早稲田大学政治経済学部非常勤講師（定年まで30年間）。
フランスの20世紀詩などを翻訳紹介、自身も詩を書いた。

## 著書
- 『女子大生のフランス語』（第三書房） 1968（以降13版重版）：フランス語教科書
- 『高貴なるデーモン フランス現代詩の旗手たち』（出帆社） 1976
- 『おとなのための星の王子さま サン=テックスを読みましたか』（近代文芸社） 1995、のち改題『おとなのための星の王子さま』（ちくま学芸文庫） 2002、のち改題『星の王子さまのプレゼント』（中公文庫） 2006
- 『初めてのプラハ』（文芸年鑑） 2008
- 『つながりを求めて シャルトルの翡翠』（水声社） 2016
- 『ひとりで、考える - 哲学する習慣を』（岩波ジュニア新書） 2019

### 詩集・句集
- 詩集『薔薇の体験』（思潮社） 1962
- 詩集『棘と舌』（昭森社） 1965：H賞候補
- 詩集『シネ・クァ・ノンの孤独』（吾八ぷれす） 1977
- 詩集『葉ずれの歌』（序文・小島信夫、詩学社） 1988：花椿賞候補
- 詩集『アシジの雲雀』（序文・小島信夫、思潮社） 1998
- 組詩『セバスチャン・バッハの朝』（光明社） 2004
- 『花桐 小島俊明句集』（献辞・飯田龍太、ふらんす堂） 2007
- 『Le paulownia en fleurs』（Editions Cléa, 献辞・Yves Bonnefoy (イヴ  ボンヌフォア）） 2010：自身のフランス語訳俳句

### 共著
- 『フランス大好き』（北川正, 根岸徹郎, 高橋真弓共著、朝日出版社） 2003：フランス語教科書

## 翻訳
- 『試練・悪魔祓い』（アンリ・ミショー、思潮社） 1964
- 『血の汗・そのほか』（ピエール・ジャン・ジューヴ、国文社、ピポー叢書） 1964
- 『パサージュ アンリ・ミショー芸術論集』（思潮社、現代の芸術双書） 1965、のち改訂 1975
- 『コルシカの夏』（マリー=アンヌ・デマレ、集英社、ワールドベストセラーズ） 1967、のち集英社文庫 1978
- 『ジャン・ジュネ全集 第3巻 詩篇』(ジャン・ジュネ、平井啓之共訳、新潮社） 1967
- 『肉の影』（ピエール・クロソウスキー、桃源社、世界異端の文学） 1967
- 『パコを憶えているか』（シャルル・エクスブライヤ、早川書房） 1967
- 『アンリ・ミショー詩集』（アンリ・ミショー、訳編、思潮社、現代の芸術双書） 1969
- 『愛の自然学 - 性本能について』（レミ・ド・グールモン、社会思想社、現代教養文庫） 1969
- 『かくも不吉な欲望』（ピエール・クロソウスキー、現代思潮社） 1969
- 『月曜物語 抄』（アルフォンス・ドーデ、正進社名作文庫） 1970
- 『妻帯司祭』（バルベイ・ドールヴィリ、出帆社） 1974
- 『パウリーナ』（ピエール・ジャン・ジューヴ、出帆社） 1974
- 『ボードレールの生涯 ある魂の物語』（フランソワ・ポルシェ、二見書房） 1975
- 『愛の博物誌 美しくも残酷な生き物の性本能』（レミ・ド・グールモン、出帆社） 1976
- 『狂気の銅版画家 メリヨン』（ピエール・ジャン・ジューブ、新開社） 1976：1000部限定
- 『ポケット 世界の名詩』（共訳、篠田一士監修、平凡社） 1982
- 『バフォメット』（ピエール・クロソウスキー、ペヨトル工房） 1985
- 『アシジのフランシスコを読む』（ルイ・アントワーヌ、聖母の騎士社、聖母文庫） 1994
- 『パウリーナ1880年』（ピエール・ジャン・ジューヴ、沖積舎） 1994
- 『星の王子さま 新訳』（サンテグジュペリ、中央公論新社） 2005、のち文庫 2006、のち電子書籍 2010
- 『対訳フランス語で読もう「星の王子さま」』（サンテグジュペリ、訳注、第三書房） 2006
- 『黒いユーモア選集』（アンドレ・ブルドン、共訳、河出書房新社） 2007、のち文庫 2015
- 『対訳英語で読もう「星の王子さま」』（サンテグジュペリ原作、リチャード・ハワード英訳、和訳・注解、第三書房） 2010
- 『星の王子さま 澤登翠朗読CDブック』（サンテグジュペリ原作、第三書房） 2013

## 論文
- 学士論文『ボードレールにおける詩の誕生』 1958
- 修士論文『ヴァレリーの詩学』 1959
- ＜小島俊明